# École Fataki
L'école Fataki est un établissement éducatif situé dans la localité de Fataki dans la province de l'Ituri, en République démocratique du Congo (RDC). Cet établissement joue un rôle majeur dans la formation des jeunes de la région, notamment dans un contexte marqué par des défis éducatifs liés aux conditions socio-économiques et infrastructurelles locales.

## Historique
L'école Fataki a été fondée en 1945, pour répondre aux besoins éducatifs croissants de la population locale. Elle s'inscrit dans un effort communautaire visant à améliorer l'accès à l'éducation dans une région souvent confrontée à des difficultés liées à l'éloignement géographique et au manque de ressources.

## Infrastructure
L'école dispose de salles de classe, ainsi que d'espaces dédiés à des activités extrascolaires. Cependant, comme beaucoup d'établissements ruraux en RDC, elle fait face à des défis liés à l'entretien des bâtiments, à l'accès à l'eau potable et à l'électricité.

## Programmes éducatifs
L'école Fataki suit le programme national de l'éducation de la RDC, qui comprend :
- L'enseignement primaire obligatoire, couvrant les bases en lecture, écriture, mathématiques et sciences.
- Des activités extrascolaires visant à promouvoir le développement personnel et communautaire des élèves.
- En outre, l'école participe à des initiatives locales et internationales visant à améliorer la qualité de l'enseignement et à fournir du matériel éducatif.

## Impact communautaire
L'école joue un rôle clé dans la communauté de Fataki. Elle contribue à réduire l'analphabétisme et à ouvrir des opportunités pour les jeunes, notamment en les préparant à des études secondaires ou à des formations professionnelles

## Défis et perspectives
Parmi les défis auxquels l'école Fataki est confrontée figurent :
- Le manque de ressources financières pour soutenir les infrastructures et le personnel enseignant.
- Les difficultés d'accès aux fournitures scolaires pour les élèves.

Les impacts des conflits dans certaines régions voisines, qui perturbent parfois l'accès à l'éducation.
- Malgré ces obstacles, des initiatives communautaires et des partenariats avec des ONG continuent de soutenir l'école et ses élèves, en vue d'améliorer durablement l'accès à une éducation de qualité.